# Cabo Beachy

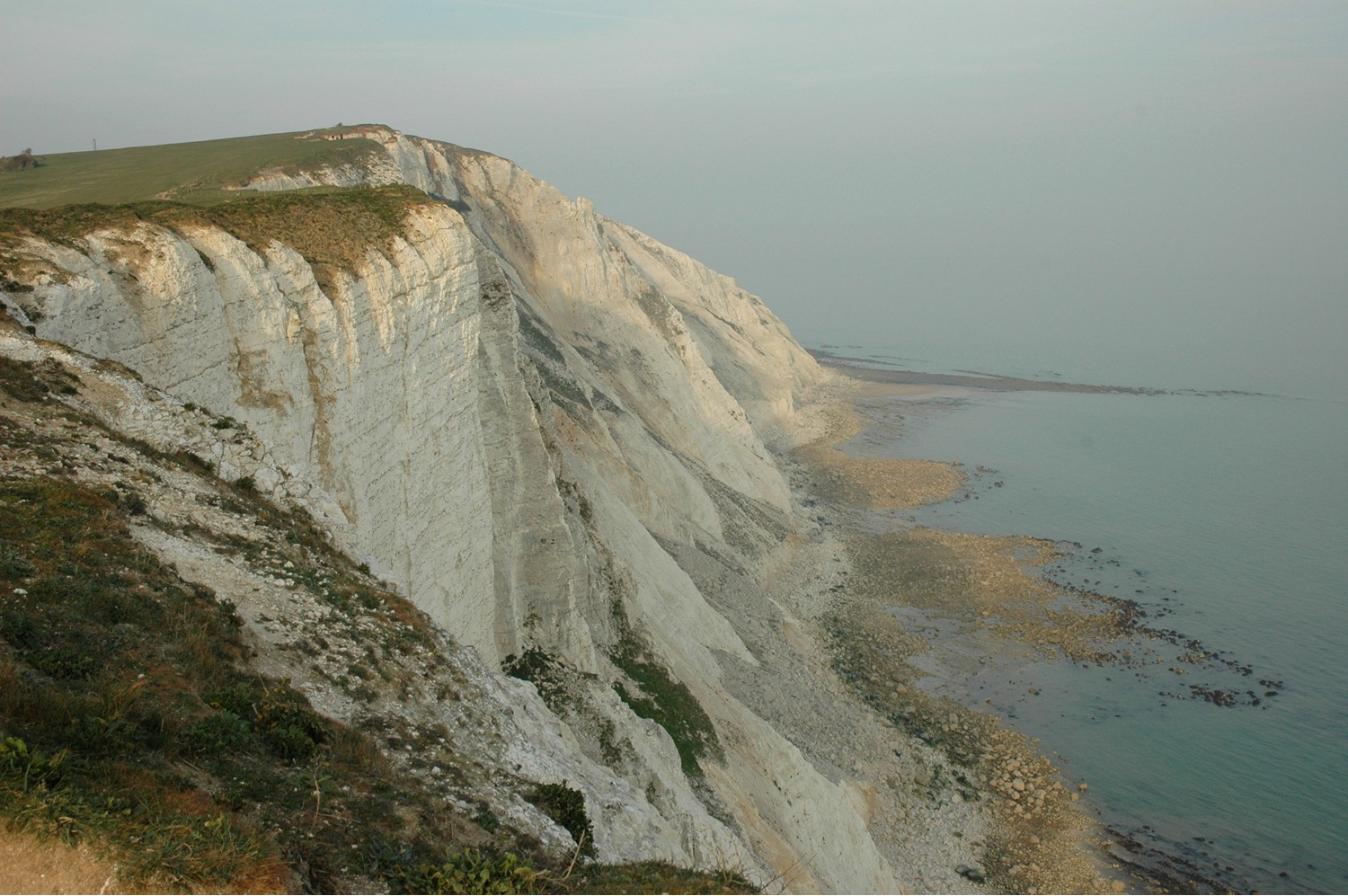
El cabo de Beachy

El Cabo de los acantilados de tiza o Cabo Beachy (del inglés: Beachy Head Chalk Cliff) es un promontorio calcáreo en la costa sur de Inglaterra (Reino Unido), junto a la ciudad de Eastbourne, en el condado de Sussex Oriental. Es el promontorio calizo más alto de Gran Bretaña, llegando a los 162 m s. n. m. (metros sobre el nivel del mar). La cima permite vistas desde Dungeness, en el este, hasta Selsey Bill, en el oeste. Su altitud también lo ha convertido en el lugar para suicidios más famoso y probablemente el utilizado más a menudo, de Gran Bretaña.
En 2023, la parroquia (español: consejo municipal) del lugar mandó a retirar una placa que la BBC había instalado, celebrando a la «primera mujer negra» de Inglaterra, cuando se descubrió que la mujer era chipriota.